# Cựu Thế giới

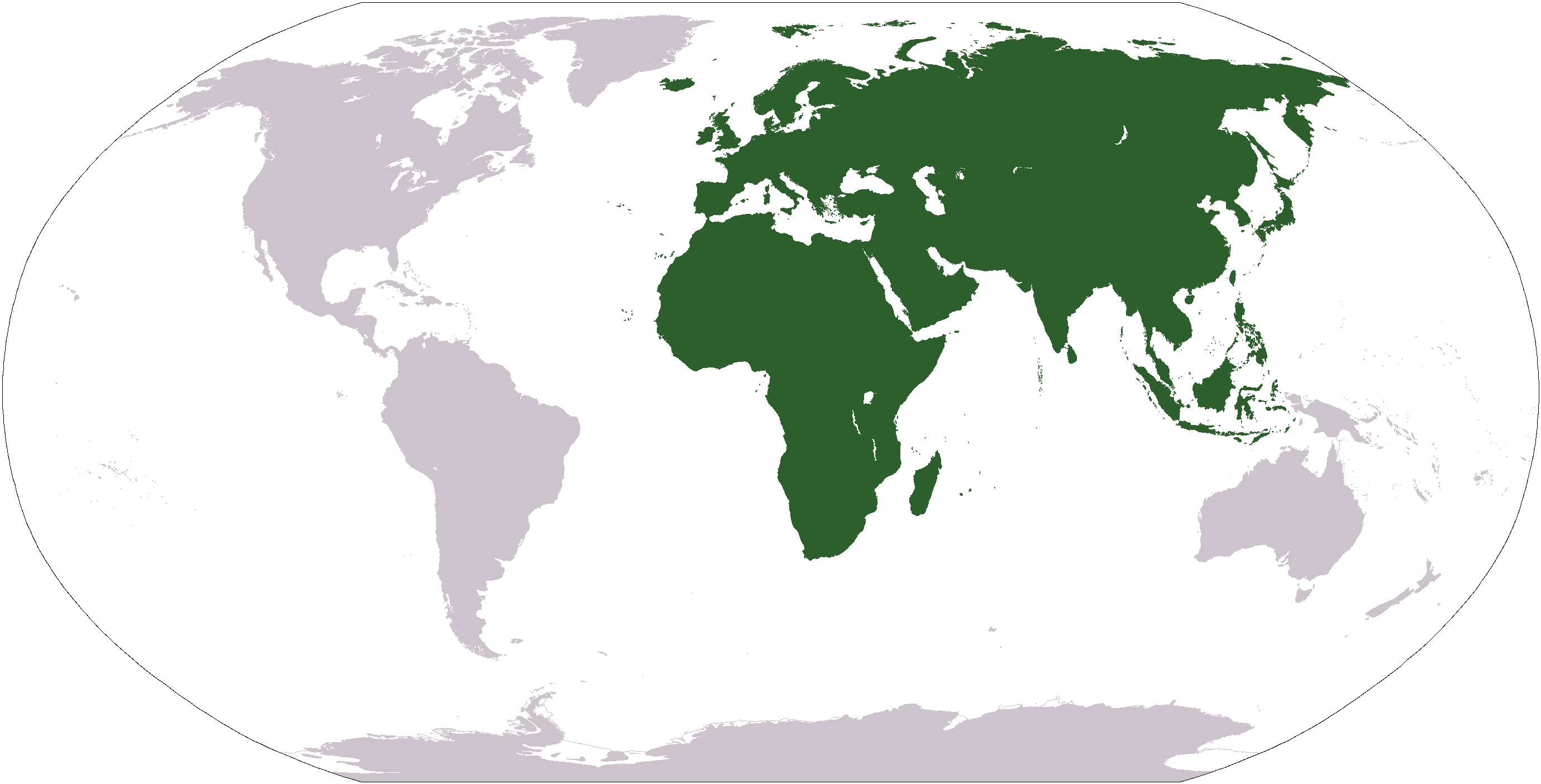

Cựu Thế giới bao gồm các phần của Trái Đất được người châu Âu biết đến trước khi Cristoforo Colombo trong chuyến hải hành của mình phát hiện ra châu Mỹ vào năm 1492, nó bao gồm: châu Âu, châu Á và châu Phi (một cách tổng thể gọi là đại lục Á-Âu-Phi) và các đảo bao quanh.
Thuật ngữ này là khác biệt với thuật ngữ Tân thế giới, có nghĩa là châu Mỹ.
Mặc dù các phần đất sâu bên trong nội địa của châu Á và châu Phi thì người châu Âu vào thời kỳ đó cũng không biết rõ, nhưng sự tồn tại của chúng thì họ đã biết, thậm chí xa đến tận Nhật Bản và Cộng hòa Nam Phi, vì thế chúng được cho là Cựu thế giới.
Châu Đại Dương và châu Nam Cực không được xác định như là Tân thế giới mà cũng chẳng như là Cựu thế giới, do các thuật ngữ "Cựu thế giới" và "Tân thế giới" xuất hiện trước khi người châu Âu phát hiện ra các châu này.
Trong sử dụng sinh học, các sinh vật Cựu thế giới là các loài tìm thấy ở châu Á, châu Âu và châu Phi (đôi khi là ở cả châu Đại Dương), còn các sinh vật Tân thế giới là những loài tìm thấy ở châu Mỹ.
Rượu Cựu thế giới cũng được sử dụng để chỉ các khu vực sản xuất rượu truyền thống và rượu được sản xuất ở đó, ngược lại với rượu Tân thế giới.